# 阿城下闸
阿城下闸位于山东省阳谷县阿城镇，是京杭大运河会通河上的一座水闸。
2013年，阿城下闸列入第四批山东省文物保护单位，该文物保护单位归入大运河遗址。2014年，阿城上闸和阿城下闸成为世界遗产——大运河会通河阳谷段的组成部分。